# Palladijevo prečrkovanje
Palladijevo prečrkovanje (rusko Транскрипционная система Палла́дия) je splošno sprejeti sistem prečrkovanja kitajščine v ruščino (cirilico). Sestavil ga je sinolog Nikita Jakovljevič Bičurin leta 1839, uzakonjen pa je bil z rabo v Popolnem kitajsko-ruskem slovarju arhimandrita Palladija (Petra Ivanoviča Kafarova) in Pavla Stepanoviča Popova (Peking, 1888), kjer je dobil ime Palladijevo prečrkovanje. Sistem se z nekaj manjšimi spremembami rabi tudi danes..

## Prevodpinjinav Palladijev sistem
| A                                | A                              | A                                        | A                       |
| -------------------------------- | ------------------------------ | ---------------------------------------- | ----------------------- |
| a — a (а)                        | ai — aj (ай)                   | an — anj (ань)                           | ang — an (ан)           |
| ao — ao (ао)                     |                                |                                          |                         |
| B                                |                                |                                          |                         |
| ba — ba (ба)                     | bai — baj (бай)                | ban — banj (бань)                        | bang — ban (бан)        |
| bao — bao (бао)                  | bei — bej (бэй)                | ben — benj (бэнь)                        | beng — ben (бэн)        |
| bi — bi (би)                     | bian — bjan (бянь)             | biao — bjao (бяо)                        | bie — be (бе)           |
| bin — binj (бинь)                | bing — bin (бин)               | bo — bo (бо)                             | bu — bu (бу)            |
| C                                |                                |                                          |                         |
| ca — ca (ца)                     | cai — caj (цай)                | can — canj (цань)                        | cang — can (цан)        |
| cao — cao (цао)                  | ce — ce (цэ)                   | cen — cenj (цэнь)                        | ceng — cen (цэн)        |
| ci — ci (цы)                     | cong — cun (цун)               | cou — cou (цоу)                          | cu — cu (цу)            |
| cuan — cuan (цуань)              | cui — cuj (цуй)                | cun — cunj (цунь)                        | cuo — co (цо)           |
| CH                               |                                |                                          |                         |
| cha — ča (ча)                    | chai — čaj (чай)               | chan — čanj (чань)                       | chang — čan (чан)       |
| chao — čao (чао)                 | che — če (чэ)                  | chen — čenj (чэнь)                       | cheng — čen (чэн)       |
| chi — či (чи)                    | chong — čun (чун)              | chou — čou (чоу)                         | chu — ču (чу)           |
| chuai — čuaj (чуай)              | chuan — čuanj (чуань)          | chuang — čuan (чуан)                     | chui — čuj (чуй)        |
| chun — čunj (чунь)               | chuo — čo (чо)                 |                                          |                         |
| D                                |                                |                                          |                         |
| da — da (да)                     | dai — daj (дай)                | dan — danj (дань)                        | dang — dan (дан)        |
| dao — dao (дао)                  | de — de (дэ)                   | dei — dej (дэй)                          | deng — den (дэн)        |
| di — di (ди)                     | dia — dja (дя)                 | dian — djan (дянь)                       | diao — djao (дяо)       |
| die — de (де)                    | ding — din (дин)               | diu — dju (дю)                           | dong — dun (дун)        |
| dou — dou (доу)                  | du — du (ду)                   | duan — duan (дуань)                      | dui — duj (дуй)         |
| dun — dunj (дунь)                | duo — do (до)                  |                                          |                         |
| E                                |                                |                                          |                         |
| e — e (э)                        | ei — ej (эй)                   | en — enj (энь)                           | eng — en (эн)           |
| er — er (эр)                     |                                |                                          |                         |
| F                                |                                |                                          |                         |
| fa — fa (фа)                     | fan — fanj (фань)              | fang — fan (фан)                         | fei — fej (фэй)         |
| fen — fenj (фэнь) (→ fin (фынь)) | feng — fen (фэн) (→ fin (фын)) | fo — fo (фо)                             | fou — fou (фоу)         |
| fu — fu (фу)                     |                                |                                          |                         |
| G                                |                                |                                          |                         |
| ga — ga (га)                     | gai — gaj (гай)                | gan — ganj (гань)                        | gang — gan (ган)        |
| gao — gao (гао)                  | ge — ge (гэ)                   | gei — gej (гэй)                          | gen — genj (гэнь)       |
| geng — gen (гэн)                 | gong — gun (гун)               | gou — gou (гоу)                          | gu — gu (гу)            |
| gua — gua (гуа)                  | guai — guaj (гуай)             | guan — guanj (гуань)                     | guang — guan (гуан)     |
| gui — guj (гуй)                  | gun — gunj (гунь)              | guo — go (го)                            |                         |
| H                                |                                |                                          |                         |
| ha — ha (ха)                     | hai — haj (хай)                | han — hanj (хань)                        | hang — han (хан)        |
| hao — hao (хао)                  | he — he (хэ)                   | hei — hej (хэй)                          | hen — henj (хэнь)       |
| heng — hen (хэн)                 | hm — hm (хм)                   | hng — hng (хнг)                          | hong — hun (хун)        |
| hou — hou (хоу)                  | hu — hu (ху)                   | hua — hua (хуа)                          | huai — huaj (хуай)      |
| huan — huanj (хуань)             | huang — huan (хуан)            | hui — huej (хуэй) (hoj (хой), huj (хуй)) | hun — hunj (хунь)       |
| huo — ho (хо)                    |                                |                                          |                         |
| J                                |                                |                                          |                         |
| ji — cei (цзи)                   | jia — ceja (цзя)               | jian — czjanj (цзянь)                    | jiang — czjan (цзян)    |
| jiao — czjao (цзяо)              | jie — cze (цзе)                | jin — czinj (цзинь)                      | jing — czin (цзин)      |
| jiong — czjun (цзюн)             | jiu — czju (цзю)               | ju — czjuj (цзюй)                        | juan — czjuan (цзюань)  |
| jue — czjue (цзюэ)               | jun — czjunj (цзюнь)           |                                          |                         |
| K                                |                                |                                          |                         |
| ka — ka (ка)                     | kai — kaj (кай)                | kan — kanj (кань)                        | kang — kan (кан)        |
| kao — kao (као)                  | ke — ke (кэ)                   | ken — kenj (кэнь)                        | keng — ken (кэн)        |
| kong — kun (кун)                 | kou — kou (коу)                | ku — ku (ку)                             | kua — kua (куа)         |
| kuai — kuaj (куай)               | kuan — kuanj (куань)           | kuang — kuan (куан)                      | kui — kuj (куй)         |
| kun — kunj (кунь)                | kuo — ko (ко)                  |                                          |                         |
| L                                |                                |                                          |                         |
| la — la (ла)                     | lai — laj (лай)                | lanj — lan (лань)                        | lang — lan (лан)        |
| lao — lao (лао)                  | le — le (лэ)                   | lei — lej (лэй)                          | leng — len (лэн)        |
| li — li (ли)                     | lia — lja (ля)                 | lian — ljanj (лянь)                      | liang — ljan (лян)      |
| liao — ljao (ляо)                | lie — le (ле)                  | lin — linj (линь)                        | ling — lin (лин)        |
| liu — lju (лю)                   | long — lun (лун)               | lou — lou (лоу)                          | lu — lu (лу)            |
| lü — ljuj (люй)                  | luan — luan (луань)            | lüe — ljue (люэ)                         | lun — lun (лунь)        |
| luo — lo (ло)                    |                                |                                          |                         |
| M                                |                                |                                          |                         |
| m — m (м)                        | ma — ma (ма)                   | mai — maj (май)                          | man — manj (мань)       |
| mang — man (ман)                 | mao — mao (мао)                | me — me (мэ)                             | mei — mei (мэй)         |
| men — menj (мэнь) (→ min (мынь)) | meng — men (мэн) (→ min (мын)) | mi — mi (ми)                             | mian — mjan (мянь)      |
| miao — mjao (мяо)                | mie — me (ме)                  | min — minj (минь)                        | ming — min (мин)        |
| miu — mju (мю)                   | mm — mm (мм)                   | mo — mo (мо)                             | mou — mou (моу)         |
| mu — mu (му)                     |                                |                                          |                         |
| N                                |                                |                                          |                         |
| n — n (н)                        | na — na (на)                   | nai — naj (най)                          | nan — nanj (нань)       |
| nang — nan (нан)                 | nao — nao (нао)                | ne — ne (нэ)                             | nei — nej (нэй)         |
| nen — nenj (нэнь)                | neng — nen (нэн)               | ng — ng (нг)                             | ni — ni (ни)            |
| nian — njanj (нянь)              | niang — njan (нян)             | niao — njao (няо)                        | nie — ne (не)           |
| nin — ninj (нинь)                | ning — nin (нин)               | niu — nju (ню)                           | nong — nun (нун)        |
| nu — nu (ну)                     | nü — njuj (нюй)                | nuan — nuan (нуань)                      | nüe — njue (нюэ)        |
| nuo — no (но)                    |                                |                                          |                         |
| O                                |                                |                                          |                         |
| o — o (о)                        | ou — ou (оу)                   |                                          |                         |
| P                                |                                |                                          |                         |
| pa — pa (па)                     | pai — paj (пай)                | pan — panj (пань)                        | pang — pan (пан)        |
| pao — pao (пао)                  | pei — pej (пэй)                | pen — penj (пэнь)                        | peng — pen (пэн)        |
| pi — pi (пи)                     | pian — pjan (пянь)             | piao — pjao (пяо)                        | pie — pe (пе)           |
| pin — pinj (пинь)                | ping — pin (пин)               | po — po (по)                             | pou — pou (поу)         |
| pu — pu (пу)                     |                                |                                          |                         |
| Q                                |                                |                                          |                         |
| qi — ci (ци)                     | qia — cja (ця)                 | qian — cjanj (цянь)                      | qiang — cjan (цян)      |
| qiao — cjao (цяо)                | qie — ce (це)                  | qin — cinj (цинь)                        | qing — cin (цин)        |
| qiong — cjun (цюн)               | qiu — cju (цю)                 | qu — cjuj (цюй)                          | quan — cjuan (цюань)    |
| que — cjue (цюэ)                 | qun — cjunj (цюнь)             |                                          |                         |
| R                                |                                |                                          |                         |
| ran — žanj (жань)                | rang — žan (жан)               | rao — žao (жао)                          | re — že (жэ)            |
| ren — ženj (жэнь)                | reng — žen (жэн)               | ri — ži (жи)                             | rong — žun (жун)        |
| rou — žou (жоу)                  | ru — žu (жу)                   | ruan — žuan (жуань)                      | rui — žuj (жуй)         |
| run — žunj (жунь)                | ruo — žo (жо)                  |                                          |                         |
| S                                |                                |                                          |                         |
| sa — sa (са)                     | sai — saj (сай)                | san — sanj (сань)                        | sang — san (сан)        |
| sao — sao (сао)                  | se — se (сэ)                   | sen — senj (сэнь)                        | seng — sen (сэн)        |
| si — si (сы)                     | song — sun (сун)               | sou — sou (соу)                          | su — su (су)            |
| suan — suan (суань)              | sui — suj (суй)                | sun — sunj (сунь)                        | suo — so (со)           |
| SH                               |                                |                                          |                         |
| sha — ša (ша)                    | shai — šaj (шай)               | shan — šanj (шань)                       | shang — šan (шан)       |
| shao — šao (шао)                 | she — še (шэ)                  | shei — šej (шэй)                         | shen — šenj (шэнь)      |
| sheng — šen (шэн)                | shi — ši (ши)                  | shou — šou (шоу)                         | shu — šu (шу)           |
| shua — šua (шуа)                 | shuai — šuaj (шуай)            | shuan — šuanj (шуань)                    | shuang — šuan (шуан)    |
| shui — šuj (шуй)                 | shun — šun (шунь)              | shuo — šo (шо)                           |                         |
| T                                |                                |                                          |                         |
| ta — ta (та)                     | tai — taj (тай)                | tan — tanj (тань)                        | tang — tan (тан)        |
| tao — tao (тао)                  | te — te (тэ)                   | ten — tenj (тэнь)                        | teng — ten (тэн)        |
| ti — ti (ти)                     |                                | tian — tjan (тянь)                       |                         |
| tiao — tjao (тяо)                | tie — te (те)                  | ting — tin (тин)                         |                         |
| tong — tun (тун)                 | tou — tou (тоу)                | tu — tu (ту)                             | tuan — tuan (туань)     |
| tui — tuj (туй)                  | tun — tunj (тунь)              | tuo — to (то)                            |                         |
| W                                |                                |                                          |                         |
| wa — va (ва)                     | wai — vaj (вай)                | wan — vanj (вань)                        | wang — van (ван)        |
| wei — vej (вэй)                  | wen — venj (вэнь)              | weng — ven (вэн)                         | wo — vo (во)            |
| wu — u (у)                       |                                |                                          |                         |
| X                                |                                |                                          |                         |
| xi — si (си)                     | xia — sja (ся)                 | xian — sjanj (сянь)                      | xiang — sjan (сян)      |
| xiao — cjao (сяо)                | xie — se (се)                  | xin — sinj (синь)                        | xing — sin (син)        |
| xiong — sjun (сюн)               | xiu — sju (сю)                 | xu — sjuj (сюй)                          | xuan — sjuan (сюань)    |
| xue — sjue (сюэ)                 | xun — sjunj (сюнь)             |                                          |                         |
| Y                                |                                |                                          |                         |
| ya — ja (я)                      | yan — janj (янь)               | yang — jan (ян)                          | yao — jao (яо)          |
| ye — je (е)                      | yi — ji (и)                    | yin — jinj (инь)                         | ying — jin (ин)         |
| yong — jun (юн)                  | you — ju (ю)                   | yu — juj (юй)                            | yuan — juan (юань)      |
| yue — jue (юэ)                   | yun — junj (юнь)               |                                          |                         |
| Z                                |                                |                                          |                         |
| za — cza (цза)                   | zai — czaj (цзай)              | zan — czanj (цзань)                      | zang — czan (цзан)      |
| zao — czao (цзао)                | ze — cze (цзэ)                 | zei — czej (цзэй)                        | zen — czenj (цзэнь)     |
| zeng — czen (цзэн)               | zi — czi (цзы)                 | zong — czun (цзун)                       | zou — czou (цзоу)       |
| zu — czu (цзу)                   | zuan — czuan (цзуань)          | zui — czuj (цзуй)                        | zun — czunj (цзунь)     |
| zuo — czo (цзо)                  |                                |                                          |                         |
| ZH                               |                                |                                          |                         |
| zha — čža (чжа)                  | zhai — čžaj (чжай)             | zhan — čžanj (чжань)                     | zhang — čžan (чжан)     |
| zhao — čžao (чжао)               | zhe — čže (чжэ)                | zhei — čžej (чжэй)                       | zhen — čženj (чжэнь)    |
| zheng — čžen (чжэн)              | zhi — čži (чжи)                | zhong — čžun (чжун)                      | zhou — čžou (чжоу)      |
| zhu — čžu (чжу)                  | zhua — čžua (чжуа)             | zhuai — čžuaj (чжуай)                    | zhuan — čžuanj (чжуань) |
| zhuang — čžuan (чжуан)           | zhui — čžuj (чжуй)             | zhun — čžunj (чжунь)                     | zhuo — čžo (чжо)        |